# Кун-тугди
Кун-тугди, або Кунтувдей (Кунтувдий, Кунтугдий) — князь торків.
У 1183 році Кунтувдий брав участь в поході князя Ігоря Святославича на половців.
У 1190 році був схоплений князем Святославом Всеволодовичем, але відпущений на прохання князя Рюрика Ростиславича, «занє бе мужь дерз і надобен в Русі». Кунтугдий «не стерпя сорома свого», прийшов на Русь з половцями, однак руські князі відбили напад.